# بوب سويم
بوب سويم (بالإنجليزية: Bob Swaim)‏ (و. 1943  م) هو مخرج أفلام، وكاتب سيناريو، وممثل، ومنتج أفلام أمريكي، ولد في إيفانستون.

## التعليم
تعلم في كلية لويس لوميير
.

## وصلات خارجية
- بوب سويم على موقع IMDb (الإنجليزية)
- بوب سويم على موقع ألو سيني (الفرنسية)
- بوب سويم على موقع أول موفي (الإنجليزية)
- بوب سويم على موقع قاعدة بيانات الأفلام السويدية (السويدية)
- بوب سويم على موقع قاعدة بيانات الفيلم (الإنجليزية)
- بوب سويم على موقع كينوبويسك (الروسية)